# Mombello Monferrato
Mombello Monferrato (Mombè in piemontese) è un comune italiano di 896 abitanti della provincia di Alessandria in Piemonte.

## Storia

### Simboli
Lo stemma e il gonfalone del comune di Mombello Monferrato sono stati concessi con decreto del presidente della Repubblica del 27 giugno 1983.
Il gonfalone è un drappo di rosso.

## Monumenti e luoghi d'interesse

### Santuario di San Gottardo a Pozzengo

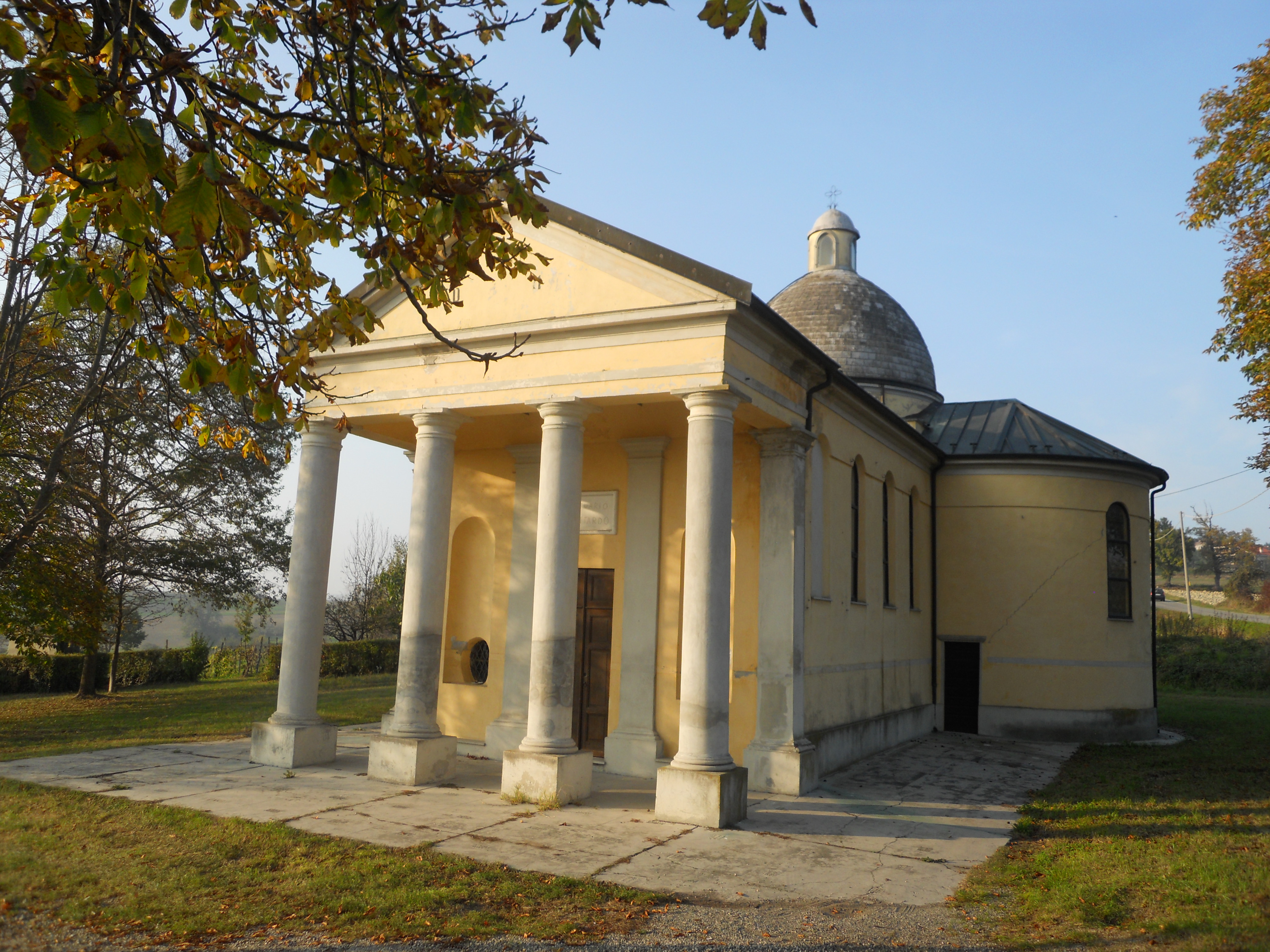
Santuario di San Gottardo a Pozzengo

La chiesa di San Gottardo di Pozzengo è stata voluta dalla devozione religiosa monferrina, in pieno clima della Controriforma, sulla strada che congiunge la frazione di Gaminella con quella di Pozzengo. La sua origine è affidata alle tradizioni popolari ancora ben radicate nella zona, come la miracolosa apparizione del santo vescovo di Hildesheim per salvare un bambino dalla furia di una coppia di buoi imbizzarriti oppure quella del viandante che si era appoggiato al muro del portico dove rimase impressa la figura del Santo, intorno alla quale si costruì la prima edicola.
 L'oratorio compare per la prima volta come documento nella richiesta inviata il 21 marzo 1692 dal priore Lodovico Mombellardo al vescovo di Casale Monferrato per trasformare la cappella di San Gottardo in chiesa campestre, adatta alla celebrazione della Santa Messa.

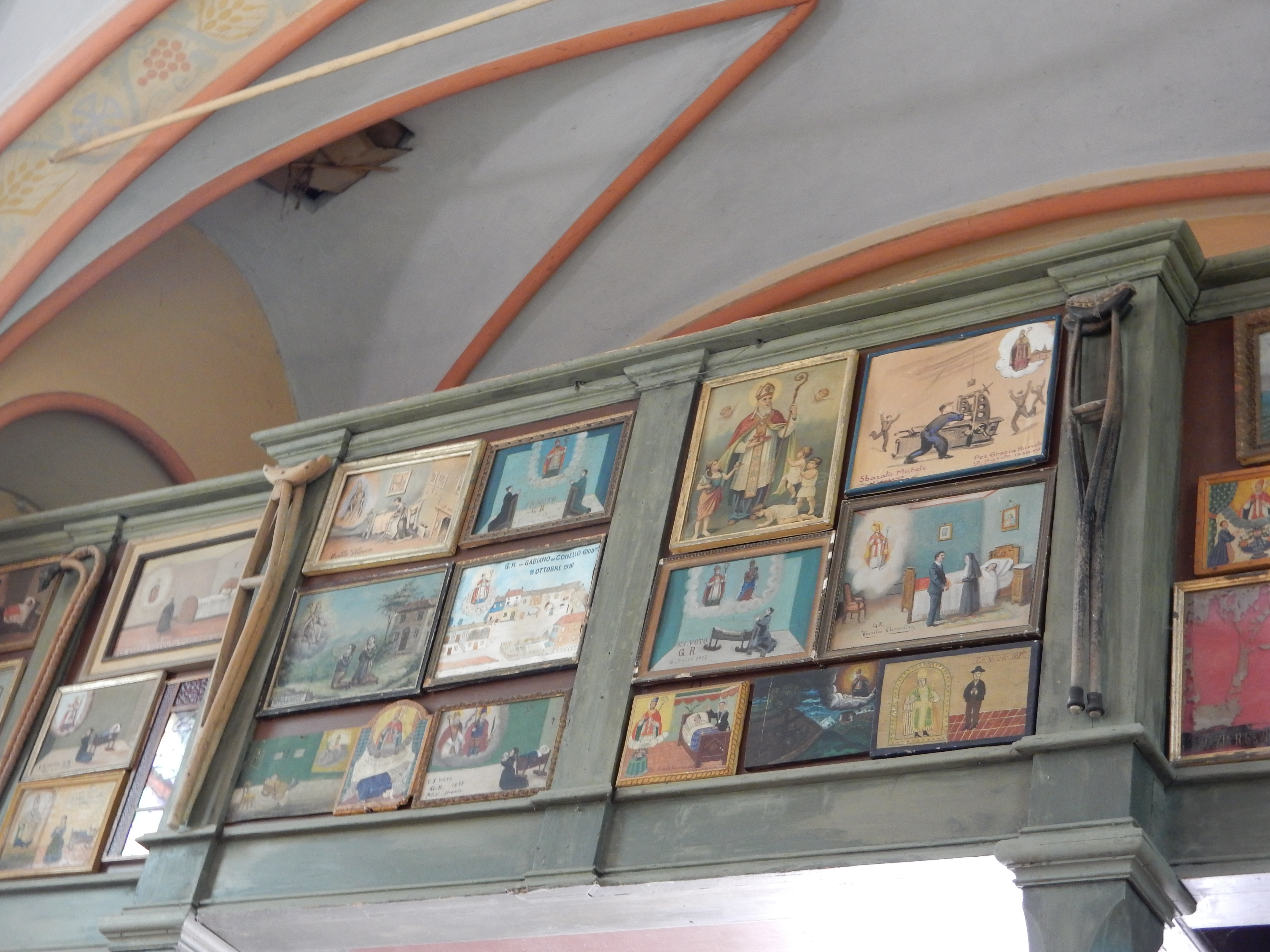
Galleria di "ex Voto" all'interno del Santuario

Nell'ultimo ventennio dell'Ottocento l'oratorio venne ampliato con l'aggiunta di un pronao tetrastilo romano sormontato da un timpano, mentre un ulteriore intervento fu realizzato negli anni 1930-31.
 Demolita l'antica abside della cappella, venne innalzata sul presbiterio la cupola con lanterna e costruiti i due transetti laterali semicilindrici che conferirono alla costruzione una planimetria a croce latina.
 L'ultimo intervento sul santuario di Pozzengo in ordine di tempo fu attuato nel 1996, con la sostituzione delle vetrate e del manto di copertura in coppi con lastre di rame sagomate.
All'interno della chiesa, la grande statua di San Gottardo, che ha preso il posto di un quadro seicentesco, domina il presbiterio, mentre le numerose immagini votive fissate alle pareti rappresentano il segno di riconoscenza popolare per le grazie concesse.

## Società

### Evoluzione demografica
In cento anni, dal 1921, la popolazione si è ridotta di due terzi, arrivando oggi a meno di mille abitanti.
Abitanti censiti

## Cultura

### Letteratura
La piazza della chiesa di Mombello è citata nel libro Il diavolo sulle colline di Cesare Pavese.

## Amministrazione
Di seguito è presentata una tabella relativa alle amministrazioni che si sono succedute in questo comune.
| Periodo        | Periodo        | Primo cittadino        | Partito                                | Carica  | Note  |
| -------------- | -------------- | ---------------------- | -------------------------------------- | ------- | ----- |
| 20 giugno 1985 | 21 maggio 1990 | Bruno Tricco           | Democrazia Cristiana                   | Sindaco | [ 7 ] |
| 21 maggio 1990 | 24 aprile 1995 | Bruno Tricco           | Democrazia Cristiana                   | Sindaco | [ 7 ] |
| 24 aprile 1995 | 14 giugno 1999 | Francesco Alemanno     | centro-sinistra                        | Sindaco | [ 7 ] |
| 14 giugno 1999 | 14 giugno 2004 | Francesco Alemanno     | lista civica                           | Sindaco | [ 7 ] |
| 14 giugno 2004 | 8 giugno 2009  | Piergaetano Tonellotto | lista civica                           | Sindaco | [ 7 ] |
| 8 giugno 2009  | 26 maggio 2014 | Maria Rosa Dughera     | lista civica Calici d'uva sei stelline | Sindaco | [ 7 ] |
| 26 maggio 2014 | 27 maggio 2019 | Maria Rosa Dughera     | lista civica Percorso comune           | Sindaco | [ 7 ] |
| 27 maggio 2019 | 9 giugno 2024  | Augusto Cavallo        | lista civica Percorso comune           | Sindaco | [ 7 ] |
| 9 giugno 2024  | in carica      | Daniele Caretti        | lista civica Obiettivi in comune       | Sindaco | [ 7 ] |